# 1981 في المكسيك
فيما يلي قوائم الأحداث التي وقعت خلال عام 1981 في المكسيك.

## سياسة

### تعيين في المنصب
- 25 سبتمبر – ميغيل دي لا مدريد مرشح الحزب الثوري المؤسسي لرئاسة المكسيك.

## مواليد

### يناير
- 10 يناير – أرماندو توريس ملاكم مكسيكي.
- 10 يناير – إسماعيل رودريغيز لاعب كرة قدم مكسيكي.
- 12 يناير – لويس إرنستو بيريز لاعب كرة قدم مكسيكي.
- 26 يناير – خوسيه دي خيسوس كورونا لاعب كرة قدم مكسيكي.

### فبراير
- 8 فبراير – مار كونتريراس
- 14 فبراير – غاماليل دياز ملاكم مكسيكي.
- 15 فبراير – دييغو مارتينيز لاعب كرة قدم مكسيكي.

### مارس
- 2 مارس – ماركو أنطونيو خيمينيز لاعب كرة قدم مكسيكي.
- 6 مارس – اليخاندرو بالاسيوس لاعب كرة قدم مكسيكي.
- 6 مارس – ماركو أنطونيو بالاسيوس لاعب كرة قدم مكسيكي.
- 11 مارس – لويس فونت ملاكم مكسيكي.
- 14 مارس – خوسيه مارتينيز لاعب كرة قدم مكسيكي.
- 29 مارس – مانويل فارغاس ملاكم مكسيكي.

### أبريل
- 5 أبريل – أوجينيو سيلر ممثل مكسيكي.
- 8 أبريل – ميغيل غالاردو فاليس لاعب كرة مضرب مكسيكي.
- 14 أبريل – مارثا مور لاعبة كرة قدم مكسيكية.
- 20 أبريل – عمر إزرائيل جايمي لاعب كرة قدم مكسيكي.

### مايو
- 8 مايو – هوغو سانشيز غيريرو لاعب كرة قدم مكسيكي.
- 25 مايو – خافيير مورا ملاكم من الولايات المتحدة الأمريكية.

### يونيو
- 7 يونيو – إنزو فورتوني ممثل مكسيكي.
- 21 يونيو – بيدرو هرنانديز كالديرون لاعب كرة قدم مكسيكي.

### يوليو
- 23 يوليو – ريموندو بلتران ملاكم مكسيكي.

### أغسطس
- 2 أغسطس – أوسكار روخاس لاعب كرة قدم مكسيكي.
- 6 أغسطس – خوسيه رون ممثل مكسيكي.
- 13 أغسطس – سيرجيو اماوري بونسي لاعب كرة قدم مكسيكي.
- 18 أغسطس – فرناندو بلتران جونيور ملاكم مكسيكي.
- 28 أغسطس – أوليسيس سوليس ملاكم مكسيكي.
- 29 أغسطس – فرانشيسكو أرسي أرمينتا ملاكم مكسيكي.

### سبتمبر
- 14 سبتمبر – هوغو غارسيا لاعب كرة قدم مكسيكي.
- 15 سبتمبر – جوني غونزاليس ملاكم مكسيكي.
- 22 سبتمبر – إريس مورا لاعبة كرة قدم مكسيكية.
- 26 سبتمبر – عمر كوينتيرو لاعب كرة سلة مكسيكي.

### أكتوبر
- 2 أكتوبر – كريستيان مايجاريس ملاكم مكسيكي.
- 3 أكتوبر – جيراردو ايسبينوزا لاعب كرة قدم مكسيكي.
- 3 أكتوبر – جيزيل لتيي ممثلة برازيلية.
- 4 أكتوبر – دييغو راميريز لاعب كرة قدم مكسيكي.
- 6 أكتوبر – كلوديا ألفاريز
- 17 أكتوبر – هوراسيو ثيربانتس لاعب كرة قدم مكسيكي.
- 20 أكتوبر – فرانشيسكو خافيير رودريغيز لاعب كرة قدم مكسيكي.

### نوفمبر
- 2 نوفمبر – رافاييل ماركيز لوغو لاعب كرة قدم مكسيكي.
- 15 نوفمبر – لورينا أوتشوا لاعبة غولف مكسيكية.
- 21 نوفمبر – جوني ماغالون لاعب كرة قدم مكسيكي.
- 24 نوفمبر – خوان بابلو غارسيا لاعب كرة قدم مكسيكي.

### ديسمبر
- 2 ديسمبر – جايمي دوران لاعب كرة قدم مكسيكي.
- 4 ديسمبر – راؤول ريكو لاعب كرة قدم مكسيكي.
- 5 ديسمبر – عدن كانتو ممثل مكسيكي.
- 11 ديسمبر – ساندرا إشيفيريا ممثلة مكسيكية.

## وفيات

### فبراير
- 14 فبراير – خوسيه مارتينيز غونزاليس (مواليد 1953) لاعب كرة قدم مكسيكي.

### ديسمبر
- 26 ديسمبر – هنري فيرينغ (مواليد 1901)